# 丽贝卡·布朗
丽贝卡·布朗（英語：Rebecca Brown，1977年5月8日—），澳大利亚女子游泳运动员。她曾代表澳大利亚参加1994年英联邦运动会游泳比赛，获得两枚银牌。她也曾参加2000年夏季奥林匹克运动会。